# Domenico Antonio Thun
Domenico Antonio Thun (Trento, 1º marzo 1686 – Trento, 7 settembre 1758) è stato un vescovo cattolico italiano, principe vescovo di Trento.

## Biografia

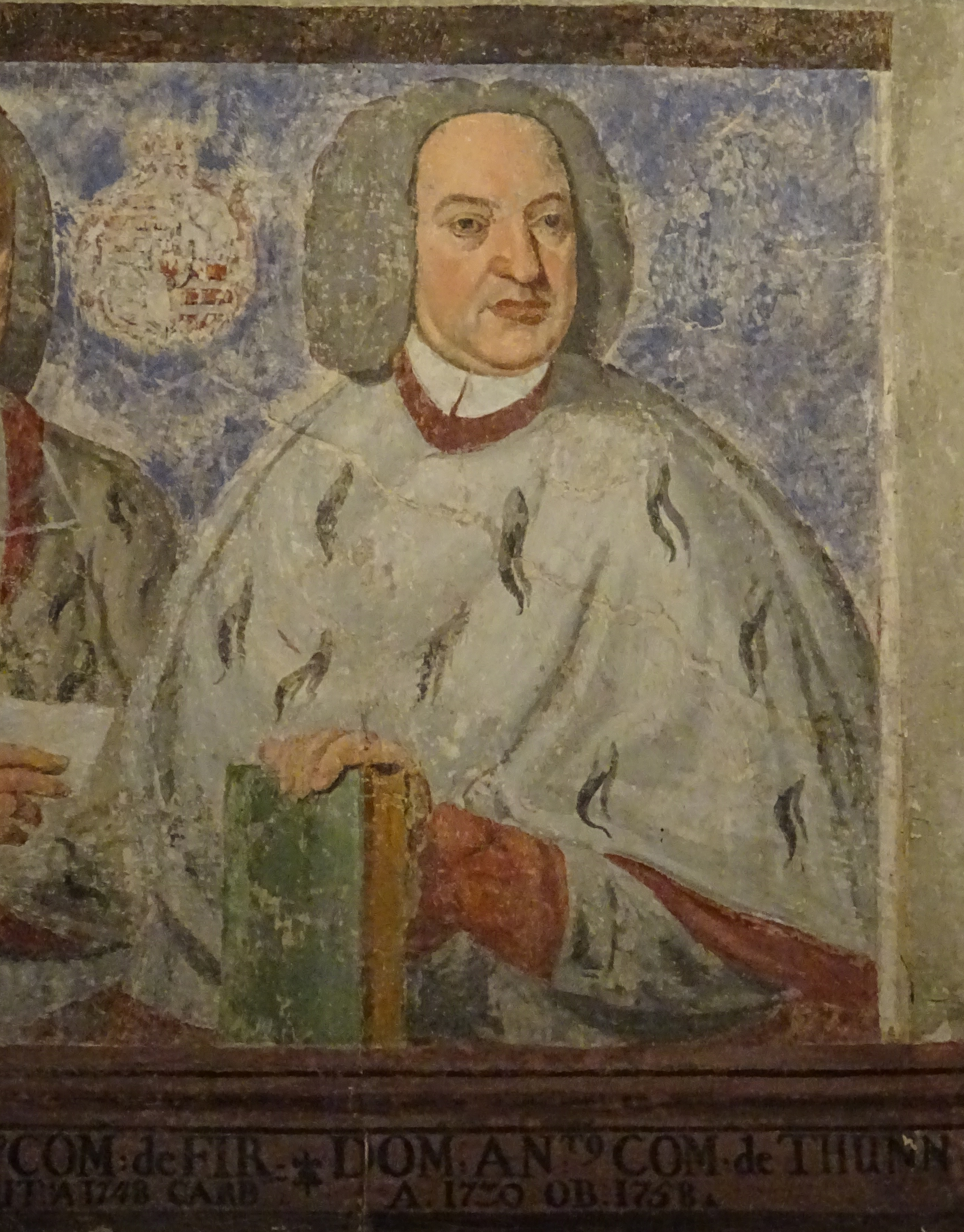
Domenico Antonio Thun in un affresco di Domenico Zeni al castello del Buonconsiglio

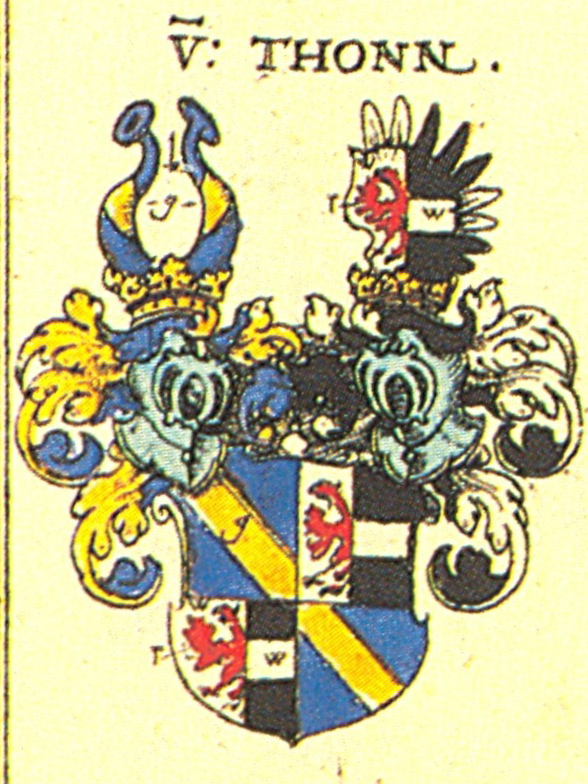
Stemma di famiglia

Secondo in ordine cronologico dei quattro principi vescovi trentini appartenenti alla famiglia dei Thun, Domenico Antonio è sicuramente primo per controversie e polemiche.
In seguito alla morte improvvisa del conte di Wolkenstein allora vescovo in carica, il governo austriaco e pure il capitolo tridentino non furono in grado, perlomeno inizialmente, di “garantire una successione unanime e pacifica” all'episcopato.
I due partiti sorti in seno al Capitolo (in contrasto già dai tempi del predecessore del Wolkenstein, dunque non sospetti) non sembrarono inizialmente disposti o in grado di giungere ad una soluzione di compromesso.
Le due fazioni, rappresentate fattivamente dalle persone del decano Trapp e del suffraganeo Spaur, riuscirono infine a trovare un accordo, con merito da ascriversi principalmente all'azione del primo. Domenico Antonio Thun, canonico e conte del ramo di Castel Thun e Hohenstein, fu il nome sul quale, dietro proposta del Trapp, le parti trovarono l'intesa.
La mossa del decano capitolare non fu peregrina: il fratello di Domenico Antonio (Francesco Agostino Thun) era infatti sposato con una Spaur (una sorta di “rassicurazione” per il capofazione avversario).
Inoltre il nuovo principe vescovo era in stretti rapporti con il capitano della città e zio d'un altro canonico del Capitolo della cattedrale, entrambi membri d'importanti casate del territorio trentino: rispettivamente i Wolkenstein e i Firmian.
In questo senso si potrebbe dire che l'elezione di Domenico Antonio Thun “rappresentò una significativa conferma dell'ormai consolidata autonomia decisionale del potere esercitato nel principato vescovile da una costellazione di famiglie signorili del territorio”.
Secondo alcuni, il primo decennio di governo del Thun si caratterizzò per il buon esito di politiche moralizzatrici rivolte principalmente agli ecclesiastici del Principato: la qual cosa, a quanto pare, gli procurò lodi trasversali. 
Il 1740 fu l'anno della morte senza eredi universalmente riconosciuti dell'imperatore Carlo VI d'Asburgo, e dunque dell'inizio d'una dura guerra di successione, durante la quale sarebbe assunto brevemente al soglio imperiale un Wittelsbach (casata rivale degli Asburgo) per la prima volta dopo il XIV secolo. A partire da quell'anno, stando alle fonti, il governo di Domenico Antonio mutò drasticamente di segno.
Da allora e per tutta la durata del conflitto le attenzioni imperiali furono evidentemente rivolte ad altro  e forse anche per questo il Thun poté divenire una sorta di “principe barocco” a dispetto di proteste e attacchi dei canonici del Capitolo della cattedrale.
Domenico Antonio era accusato d'avere una dedizione maggiore al godimento del vivere e alle gozzoviglie che al governo spirituale e temporale del principato. Egli era infatti colpevole d'essere un “assiduo frequentatore di osterie, non alieno da eccessive familiarità con persone dell'altro sesso, amante dei discorsi profani e […] delle canzonette libertine, affezionato ospite del carnevale di Venezia, dove si recava con la sua corte di gaudenti e scrocconi”.
Gli si imputavano inoltre un eccessivo dispendio delle casse vescovili, a causa dei suoi numerosi “consiglieri, cortigiani, domestici superflui” e dei “regali spropositati fatti ai propri favoriti”; una sostanziale esautorazione del consiglio aulico; e in campo spirituale le eccessive leggerezza e facilità (e talvolta la scorrettezza) con la quale concedeva le ordinazioni chiericali.
Con il conflitto per la successione al soglio imperiale in via di risoluzione (imperatore era un Asburgo-Lorena e Maria Teresa d'Austria era imperatrice consorte), si presentò finalmente una concreta possibilità per il capitolo tridentino di portare al ravvedimento il principe vescovo, ed eventualmente rovesciarlo.
Al decano Trapp inoltre (morto nel 1741) era succeduto Bartolomeo Antonio Passi, segretario dell'ambasciata imperiale presso il papa.
In questa sua nuova veste, forte dell'autorevolezza acquisita con gli anni trascorsi nella capitale pontificia, il Passi riuscì a convincere il Capitolo (ottenendo un unanime consenso) ad una protesta ufficiale da recapitarsi al principe vescovo circa le sue mancanze.
Domenico Antonio sembrò voler prendere tempo, rispondendo a proposito dei suoi errori che “qualora il capitolo glieli avesse palesati, bramava di rimediarli”.
Il Capitolo della cattedrale, dietro iniziativa del decano Passi, rispose elencando in una nota scritta i peccati, i soprusi e gli errori ravvisati nel governo del Thun, cui si è fatto cenno più sopra, con qualche piccola aggiunta.
Più di recente infatti, il principe vescovo si era recato assiduamente all'opera, “aveva offerto nel castello del Buonconsiglio (cioè nella residenza vescovile) un pranzo alle cantanti, […] si era intrattenuto con loro in amabili conversari, abbandonandosi fino a baciar le mani, e fare e dire cose indecenti”. 
Il Capitolo invitava Domenico Antonio a farsi da parte: tuttavia né questo tentativo né un successivo ultimatum stilato in data 20 dicembre 1747 sortirono l'effetto desiderato.
Numerose erano le voci che ormai circolavano sul conto del Thun e il Passi convinse gli altri canonici a rivolgersi direttamente a Roma, ma anche a Vienna: gli equilibri della guerra in corso volgevano infatti nuovamente in favore degli Asburgo.
Presso il papa le lamentele fecero leva soprattutto sull'abbruttimento morale e gli scandali della corte del principe; agli imperatori si richiese invece un appoggio concreto per questioni più politiche e porre così fine al governo di Domenico Antonio.
Quest'ultimo, rispondendo ad un sollecito del papa in persona finì forse per dar credito alle voci sul suo conto: “così fosse piaciuto alla Divina Bontà conservarmi immune e pio per lo passato, come da qualche tempo in qua mi conserva la Sua Misericordia”.
Gli imperatori, forse inizialmente riluttanti poiché l'accusato era un membro dell'importante famiglia tirolese dei Thun, si convinsero comunque a dare il loro assenso per una sua “destituzione”, complice la volontà di chiudere in fretta lo scandalo nel quale erano stati coinvolti, loro malgrado, per via dell'iniziativa del Capitolo.
Fu così che si propose da parte austriaca un nuovo coadiutore da affiancarsi al vescovo: si trattava di Leopoldo Ernesto Firmian, quel nipote del Thun stesso che era già canonico di Trento.
Il Firmian avrebbe dovuto essere, nei piani di Maria Teresa, lo strumento mediante il quale ottenere un ammodernamento del principato trentino che altrimenti, data la peculiare posizione giuridica del principe vescovo all'interno dell'Impero, sarebbe risultata più che difficoltosa.
La corte imperiale seppe dunque volgere a suo favore la situazione, e per mezzo d'un proprio emissario riuscì a portare Domenico Antonio alla rinuncia.
Fu così che, anche se “di fronte alla liquidazione di un vescovo ormai screditato il Capitolo aveva trovato una certa compattezza, i contrasti di fondo al suo interno risorsero e si rinvigorirono, non appena fu chiaro che la corte di Vienna (che già aveva dato un notevole contributo all'accantonamento del Thun) avrebbe cercato di sfruttare il mutamento al vertice del governo trentino” a suo proprio favore.
Domenico Antonio Thun morì 10 anni dopo.

## Opere

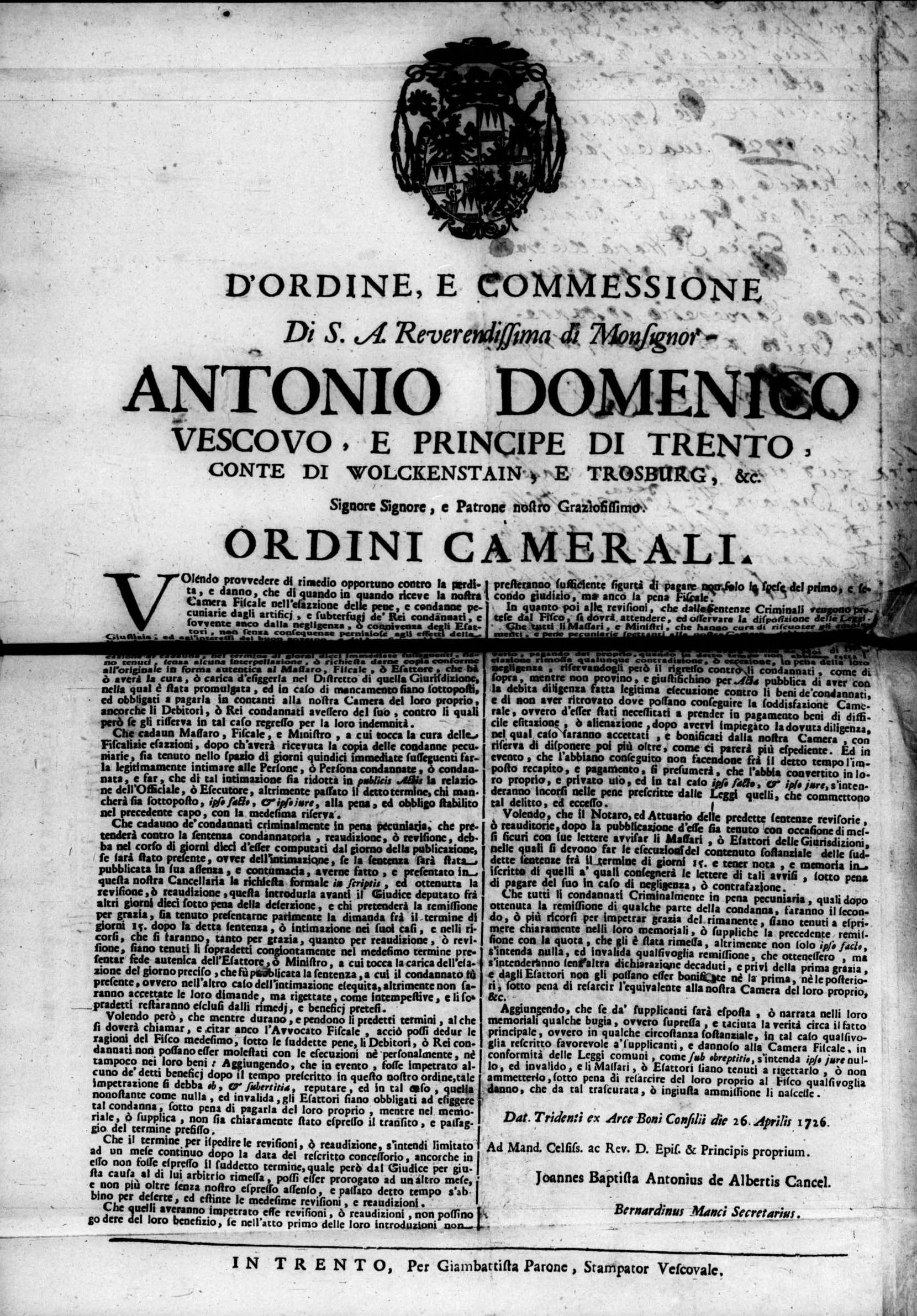
Ordini camerali, 1726

- Ordini camerali, Trento, Giambattista Parone, 1726.

## Genealogia episcopale
La genealogia episcopale è:
- Arcivescovo Filippo Archinto
- Papa Pio IV
- Cardinale Giovanni Antonio Serbelloni
- Vescovo Giacomo Rovellio
- Cardinale Carlo Gaudenzio Madruzzo
- Vescovo Anton Crosini von Bonporto
- Vescovo Jesse Perghoffer
- Vescovo Paulinus Mayr
- Vescovo Wilhelm von Vintler von Runkelstein
- Vescovo Johann Franz von Khuen zu Liechtenberg
- Vescovo Giuseppe Vittorio Alberti d'Enno
- Vescovo Georg Sigismund von Sinersberg
- Vescovo Giovanni Michele Spaur
- Vescovo Johann Michael Wenzel von Spaur
- Vescovo Domenico Antonio Thun